# Celastrina bieneri
Celastrina bieneri är en fjärilsart som beskrevs av Forster 1947. Celastrina bieneri ingår i släktet Celastrina och familjen juvelvingar. Inga underarter finns listade i Catalogue of Life.